# International League of Conservation Photographers
International League of Conservation Phographers (ILCP), grundlagt i 2003 af Cristina Mittermeier , er en amerikansk almennyttig organisation hvis formål er at  bevare af jordens økosystem  ved visualisering gennem det fotografiske medie for at påvise og fastholde tidligere og nuværende systemer.
Abejdet udføres af frivillige fotografer i samarbejde med videnskabsmænd  fra forskellige miljøorganisationer.

## Ekstern henvisning
- ILCP’s hjemmeside